# Șîroke, Skadovsk
Șîroke (în ucraineană Широке) este localitatea de reședință a comunei Șîroke din raionul Skadovsk, regiunea Herson, Ucraina.

## Demografie
Componența lingvistică a localității Șîroke
     Ucraineană (87,97%)
     Rusă (7,8%)
     Alte limbi (0,74%)
Conform recensământului din 2001, majoritatea populației localității Șîroke era vorbitoare de ucraineană (87,97%), existând în minoritate și vorbitori de rusă (7,8%) și armeană (3,19%).